# Grand Prix-wegrace van Spanje 1951
De Grand Prix-wegrace van Spanje 1951 was eerste race van wereldkampioenschap wegrace voor motorfietsen in het seizoen 1951. De races werden verreden op 7- en 8 april 1951 op het Circuito de Montjuïc, een stratencircuit bij de berg Montjuïc ten zuidwesten van Barcelona. In deze Grand Prix kwamen de 500cc-, 350cc-, 125cc- en de zijspanklasse aan de start.

## Algemeen
Feitelijk was dit de tweede Grand Prix van Spanje. De eerste was in 1950 verreden en telde nog niet mee voor het wereldkampioenschap. Nu Norton alles had gezet op het succes van Geoff Duke, was het opmerkelijk dat die helemaal niet naar Spanje kwam. Hij reed op zondag een internationale race in Marseille. Ook Bill Doran, de nieuwe toprijder van AJS, kwam niet aan de start.

## 500cc-klasse
De 500cc-race werd gekenmerkt door een groot aantal ongelukken en werd met grote overmacht gewonnen door Umberto Masetti, die ruim een minuut eerder finishte dan Tommy Wood. De overige finishers hadden een of meer ronden achterstand. Slechts zes rijders haalden de finish, waardoor ze allemaal punten scoorden. Tommy Wood pakte zijn enige punten in de 500cc-klasse door tweede te worden vóór de MV Agusta van Arciso Artesiani, die in dit seizoen ook geen punten meer zou scoren.
| Pos | Coureur          | Merk      | Tijd       | Punten |
| --- | ---------------- | --------- | ---------- | ------ |
| 1   | Umberto Masetti  | Gilera    | 2:10"56'22 | 8      |
| 2   | Tommy Wood       | Norton    | +1"00'78   | 6      |
| 3   | Arciso Artesiani | MV Agusta | +2 ronden  | 4      |
| 4   | Roger Montané    | Norton    | +2 ronden  | 3      |
| 5   | Carlo Bandirola  | MV Agusta | +5 ronden  | 2      |
| 6   | Ernesto Vidal    | Norton    | +9 ronden  | 1      |

| Coureur            | Merk       | Oorzaak |
| ------------------ | ---------- | ------- |
| Fernando Aranda    | Moto Guzzi | Val     |
| Hans Stamm         | Gilera     |         |
| Eric Oliver        | Norton     | Val     |
| Les Graham         | MV Agusta  |         |
| Bruno Bertacchini  | MV Agusta  | Val     |
| Enrico Lorenzetti  | Moto Guzzi |         |
| Fergus Anderson    | Moto Guzzi | Val     |
| Nello Pagani       | Gilera     |         |
| Alfredo Milani     | Gilera     |         |
| Georges Houel      | Gilera     | Val     |
| Felice Benasedo    | Gilera     |         |
| Giulio Galbiati    | Moto Guzzi | Val     |
| Bill Petch         | AJS        |         |
| Bob Matthews       | Norton     | Val     |
| Raymond Becquevort | AJS        | Val     |
| Jack Raffeld       | AJS        | Val     |
| Werner Gerber      | Norton     |         |
| Julien Deronne     | Norton     | Val     |
| Bill Beevers       | Velocette  | Val     |
| Guido Leoni        | Moto Guzzi | Val     |

| Coureur            | Merk       |
| ------------------ | ---------- |
| Ken Kavanagh       | Norton     |
| Benoît Musy        | Moto Guzzi |
| Willy Lips         | Norton     |
| Ashley Len Parry   | Norton     |
| Bill Doran         | AJS        |
| Cromie McCandless  | Norton     |
| Geoff Duke         | Norton     |
| Jack Brett         | Norton     |
| Johnny Lockett     | Norton     |
| Tommy McEwan       | Norton     |
| Manliff Barrington | Norton     |
| Reg Armstrong      | AJS        |
| Bruno Ruffo        | Moto Guzzi |
| Sante Geminiani    | Moto Guzzi |
| Len Perry          | Norton     |

## 350cc-klasse
Net als in de 500cc-race waren er in de 350cc-race maar twee coureurs die om de overwinning streden. Tommy Wood won met twee minuten voorsprong op Les Graham en de overige twaalf finishers kwamen er niet aan te pas: zij hadden ten minste een ronde achterstand. Wood had ook de Spaanse GP van 1950 op Montjuïc Park al gewonnen.
| Pos | Coureur         | Merk       | Tijd      | Punten |
| --- | --------------- | ---------- | --------- | ------ |
| 1   | Tommy Wood      | Velocette  | 1:36"21   | 8      |
| 2   | Les Graham      | Velocette  | +2"30     | 6      |
| 3   | Bill Petch      | AJS        | +1 ronde  | 4      |
| 4   | Fernando Aranda | Moto Guzzi | +1 ronde  | 3      |
| 5   | Jack Raffeld    | Velocette  | +1 ronde  | 2      |
| 6   | John Grace      | Norton     | +1 ronde  | 1      |
| 7   | Bob Matthews    | Velocette  | +1 ronde  |        |
| 8   | Antonio Creus   | AJS        | +1 ronde  |        |
| 9   | J. Buira        | AJS        | +1 ronde  |        |
| 10  | Len Parry       | Velocette  | +1 ronde  |        |
| 11  | Alfredo Flores  | Velocette  | +2 ronden |        |
| 12  | J. Gomar        | AJS        | +4 ronden |        |

| Coureur            | Merk       | Oorzaak |
| ------------------ | ---------- | ------- |
| Javier de Ortueta  | Velocette  |         |
| Auguste Goffin     | Norton     | Val     |
| Georges Houel      | Moto Guzzi |         |
| Pierre Vervroegen  | AJS        |         |
| Raymond Becquevort | AJS        |         |
| Werner Gerber      | AJS        |         |
| Hermann Gablenz    | Parilla    |         |
| Roland Schnell     | Parilla    |         |
| Bill Beevers       | AJS        |         |

| Coureur             | Merk      |
| ------------------- | --------- |
| Leonhard Faßl       | AJS       |
| Ken Kavanagh        | Norton    |
| Paul Fuhrer         | Velocette |
| Bill Doran          | AJS       |
| Bill Lomas          | Velocette |
| Bob Foster          | Velocette |
| Cecil Sandford      | Velocette |
| Geoff Duke          | Norton    |
| Jack Brett          | Norton    |
| Johnny Lockett      | Norton    |
| Mick Featherstone   | AJS       |
| Sid Mason           | Velocette |
| Simon Sandys-Winsch | Velocette |
| Reg Armstrong       | AJS       |
| Rod Coleman         | AJS       |

## 125cc-klasse
Zoals verwacht won Mondial de 125cc-race met Guido Leoni als eerste en Carlo Ubbiali als tweede. Opmerkelijk waren de prestaties van de debuterende Montesa's van Arturo Elizalde en Juan Soler Bultó. Bakkenist Denis Jenkinson had zich ook een Montesa aangeschaft, maar hij viel uit.
| Pos | Coureur           | Merk        | Tijd       | Punten |
| --- | ----------------- | ----------- | ---------- | ------ |
| 1   | Guido Leoni       | Mondial     | 1:11"21'85 | 8      |
| 2   | Carlo Ubbiali     | Mondial     | +04'62     | 6      |
| 3   | Vittorio Zanzi    | Moto Morini | +8'96      | 4      |
| 4   | Raffaele Alberti  | Mondial     | +1"50'15   | 3      |
| 5   | Juan Soler Bultó  | Montesa     | +3"00'72   | 2      |
| 6   | Arturo Elizalde   | Montesa     | +3"40'42   | 1      |
| 7   | Dick Renooy       | Eysink      | +1 ronde   |        |
| 8   | Johan van Zutphen | Eysink      | +1 ronde   |        |
| 9   | Antonie Heinemann | Eysink      | +1 ronde   |        |
| 10  | Setroc            | MV Agusta   | +1 ronde   |        |
| 11  | Gianfranco Zanzi  | Mondial     | +2 ronden  |        |
| 12  | Jacques Vaqué     | MV Agusta   | +2 ronden  |        |

| Coureur         | Merk        | Oorzaak |
| --------------- | ----------- | ------- |
| J. Bertrand     | Montesa     |         |
| Luigi Zinzani   | Moto Morini |         |
| Paul Feurstein  | Puch        |         |
| Leopoldo Milà   | Montesa     |         |
| Tommy Wood      | Moto Morini |         |
| Claude Soulet   | MV Agusta   |         |
| Denis Jenkinson | Montesa     |         |
| Werner Gerber   | Puch        |         |
| Felice Benasedo | MV Agusta   |         |

| Coureur               | Merk      |
| --------------------- | --------- |
| José Antonio Elizalde | Montesa   |
| José Maria Llobet     | Montesa   |
| Cromie McCandless     | Mondial   |
| Les Graham            | MV Agusta |
| Emilio Mendogni       | Morini    |
| Franco Bertoni        | MV Agusta |
| Gianni Leoni          | Mondial   |
| Giuseppe Matucci      | MV Agusta |
| Nello Pagani          | Mondial   |
| Otello Spadoni        | Mondial   |
| Raffaele Alberti      | Mondial   |
| Romolo Ferri          | Mondial   |

## Zijspanklasse
Eric Oliver en Lorenzo Dobelli sloegen weer in de eerste race van het seizoen toe. Ze wonnen met twee minuten voorsprong op Ercole Frigerio/Ezio Ricotti en Albino Milani/Giuseppe Pizzocri.
| Pos | Coureur         | Bakkenist         | Merk          | Tijd     | Punten |
| --- | --------------- | ----------------- | ------------- | -------- | ------ |
| 1   | Eric Oliver     | Lorenzo Dobelli   | Norton        | 1:16"03  | 8      |
| 2   | Ercole Frigerio | Ezio Ricotti      | Gilera        | +2"04    | 6      |
| 3   | Albino Milani   | Giuseppe Pizzocri | Gilera        | +2"17    | 4      |
| 4   | Giovanni Carrù  | Carlo Musso       | Carrù-Triumph | +1 ronde | 3      |
| 5   | Siegfried Vogel | Leo Vinatzer      | BMW           | +1 ronde | 2      |
| 6   | Marcel Masuy    | Denis Jenkinson   | Norton        | +1 ronde | 1      |
| 7   | Renato Prati    | Marino Saguato    | Moto Guzzi    | +1 ronde |        |

| Coureur             | Bakkenist       | Merk       | Oorzaak |
| ------------------- | --------------- | ---------- | ------- |
| Hans Stamm          | Onbekend        | Norton     |         |
| Giulio Galbiati     | Zabini          | Moto Guzzi |         |
| Ernesto Merlo       | Dino Magri      | Gilera     |         |
| Alphonse Vervroegen | Pierre Cuvelier | F.N.       |         |
| Julien Deronne      | Onbekend        | Norton     |         |

| Coureur             | Bakkenist        | Merk    |
| ------------------- | ---------------- | ------- |
| Pip Harris          | Neil Smith       | Norton  |
| Jean Murit          | André Emo        | Norton  |
| Jacques Drion       | Bob Onslow       | Norton  |
| Hans Haldemann      | Josef Albisser   | Norton  |
| Cyril Smith         | Bob Onslow       | Norton  |
| Frans Vanderschrick | Jean-Marie Stas  | Norton  |
| René Bétemps        | Georges Burggraf | Triumph |

1950 · 1951 · 1952 · 1953 · 1954 · 1955 · 1957 · 1958 · 1959 · 1960 · 1961 · 1962 · 1963 · 1964 · 1965 · 1966 · 1967 · 1968 · 1969 · 1970 · 1971 · 1972 · 1973 · 1974 · 1975 · 1976 · 1977 · 1978 · 1979 · 1980 · 1981 · 1982 · 1983 · 1984 · 1985 · 1986 · 1987 · 1988 · 1989 · 1990 · 1991 · 1992 · 1993 · 1994 · 1995 · 1996 · 1997 · 1998 · 1999 · 2000 · 2001 · 2002 · 2003 · 2004 · 2005 · 2006 · 2007 · 2008 · 2009 · 2010 · 2011 · 2012 · 2013 · 2014 · 2015 · 2016 · 2017 · 2018 · 2019 · 2020 · 2021 · 2022 · 2023 · 2024 · 2025